# Devin Harris
Devin Lamar Harris (Milwaukee, Wisconsin, 27. veljače 1983.) američki je profesionalni košarkaš. Igra na poziciji razigravača, a trenutno je član momčadi New Jersey Nets. Izabran je u 1. rundi (5.ukupno) NBA drafta 2004. godine od strane Washington Wizardsa.

## NCAA
U svojoj prvoj sezoni kao brucoš nije uspio svoju momčad predvoditi do NCAA Final Foura. Završili su deveti od jedanaest momčadi u NCAA istočnoj konferenciji. U drugoj sezoni doživljava preporod te s Kirkom Penneyom i Mikom Wilkinsom predvodi "Badgerse" do drugog zaredom Big Ten naslova. Dospjeli su do osmine finala NCAA turnira još zvanog "Sweet 16". U utakmici osmine finala poraženi su od Kentuckya unatoč sjajnoj izvedbi Harrisa. U sezoni 2003./04. Harris je bio jedan od najboljih igrača u državi. Harris je bio vođa na terenu, a i izvan njega. Proglašen je Big Ten igračem godine i izabran je u All-American drugu petorku. Harris je odlučio napustiti sveučilište već na 3. godini i prijaviti se na NBA draft.

## NBA

### Dallas Mavericks
U svojoj rookie sezoni Harris je bilježio 5.7 poena i 2.2 asistencije po utakmici te je bio drugi najbolji "kradljivac" lige. U sezoni 2005./06. Harris je napredovao i bilježio 9.9 poena i 3.2 asistencije po utakmici. Unaprijedio je skok-šut i ulazak pod koš. Nažalost ozlijedio je nogu i propustio ostatak sezone. Vratio se za doigravanje i odigrao važnu ulogu protiv Spursa. U seriji protiv Spursa Harris je bilježio 12.8 poena po utakmici. U sezoni 2006./07. bilježio je 10.2 poena, 2.5 skokova i 3.7 asistencija za 26 minuta na parketu. Te iste sezone Harris postaje startni razigravač momčadi i s Nowitzkim predvodi Maverickse do 67 pobjeda u sezoni. Sljedeće sezone Harris popravlja brojke na 14.4 poena i 5.4 asistencija te je proglašen dokapetanom momčadi.

### New Jersey Nets
19. veljače 2008., Harris je u velikoj razmjeni igrača završio u Netsima, dok su u Maverickse preselili Jason Kidd, Malik Allen i Antoine Wright. U Netsima se uklopio kao vođa s Carterom i temelj za buduću franšizu Netsa. U svome debiju zabilježio je 21 poen i 5 asistencija za 21 minutu provedenu na parketu. Netsi nisu izborili doigravanje prvi put nakon 7 godina, a Harris je odlučio popraviti igru u napadu tijekom ljetne stanke. U sezoni 2008./09. nekoliko puta je zabilježio sjajne brojke. Protiv Pistonsa 38 poena, protiv Sunsa 47 poena, a protiv Mavericksa 41 poen i 13 asistencija. Izborio je kao zamjena poziv na NBA All-Star utakmicu 2009. Protiv 76ersa je pogodio jedan čudesan koš s centra igrališta za pobjedu svojih Netsa.

## NBA statistika

### Regularni dio
| Godina    | Klub       | Odig. uta. | Uta. poč. | Min. | 2P%  | 3P%  | Sl. bac.% | Skok. | Asist. | Ukr. lop. | Blok. | Poena |
| --------- | ---------- | ---------- | --------- | ---- | ---- | ---- | --------- | ----- | ------ | --------- | ----- | ----- |
| 2004./05. | Dallas     | 76         | 19        | 15.4 | .429 | .336 | .757      | 1.3   | 2.2    | 1.0       | .2    | 5.7   |
| 2005./06. | Dallas     | 56         | 4         | 22.8 | .469 | .238 | .716      | 2.2   | 3.2    | .9        | .3    | 9.9   |
| 2006./07. | Dallas     | 80         | 61        | 26.0 | .492 | .280 | .824      | 2.5   | 3.7    | 1.2       | .3    | 10.2  |
| 2007./08. | Dallas     | 39         | 39        | 30.4 | .483 | .357 | .821      | 2.3   | 5.3    | 1.4       | .1    | 14.4  |
| 2007./08. | New Jersey | 25         | 22        | 33.5 | .438 | .320 | .829      | 3.3   | 6.5    | 1.4       | .3    | 15.4  |
| 2008./09. | New Jersey | 69         | 69        | 36.1 | .438 | .291 | .820      | 3.3   | 6.9    | 1.6       | .2    | 21.3  |
| Ukupno    |            | 345        | 214       | 26.2 | .457 | .311 | .801      | 2.4   | 4.3    | 1.2       | .2    | 12.2  |
| All-Star  |            | 1          | 0         | 17.0 | .500 | .000 | .000      | 1.0   | .0     | .0        | .0    | 6.0   |

### Doigravanje
| Godina    | Klub   | Odig. uta. | Uta. poč. | Min. | 2P%  | 3P%  | Sl. bac.% | Skok. | Asist. | Ukr. lop. | Blok. | Poena |
| --------- | ------ | ---------- | --------- | ---- | ---- | ---- | --------- | ----- | ------ | --------- | ----- | ----- |
| 2004./05. | Dallas | 9          | 0         | 8.9  | .438 | .333 | .667      | 1.2   | 1.2    | .4        | .1    | 2.4   |
| 2005./06. | Dallas | 23         | 15        | 24.3 | .480 | .000 | .703      | 1.7   | 2.2    | .8        | .1    | 9.4   |
| 2006./07. | Dallas | 6          | 6         | 27.2 | .492 | .300 | .737      | 2.0   | 5.0    | 1.0       | .2    | 13.2  |
| Ukupno    |        | 38         | 21        | 21.1 | .480 | .208 | .706      | 1.6   | 2.4    | .7        | .1    | 8.3   |

## Vanjske poveznice
- Službena stranica
- Profil na NBA.com
- Profil  Arhivirana inačica izvorne stranice od 6. studenoga 2013. (Wayback Machine) na Basketball-Reference.com
- Profil na ESPN.com